# Romet Komar
Romet Komar – motorower produkcji polskiej, produkowany w latach 1960–1983 (różne modele) przez Zjednoczone Zakłady Rowerowe w Bydgoszczy, a później Zakłady Predom-Romet, głównie na rynek polski (model MR232 występował także w Niemczech i Holandii pod nazwą Mofa-25 „Condor”).

## Ewolucja konstrukcji Komara
W ciągu lat produkcji konstrukcja Komara zmieniła się znacznie:
- model 230, w którym zastosowano silnik typu SM02, gaźnik z centralnie umieszczonym pływakiem, ramę jednorurową, tylne zawieszenie sztywne, przedni krótki wahacz pchany
- modele: 231, 232 (nowy silnik serii S38)
- model 2320 (model różniący się od MR 232 innym cylindrem – odlanym z innego stopu oraz gaźnikiem)
- model 2328 (ze sprzęgłem odśrodkowym i jednobiegową skrzynią biegów – silnik S38SH)
- model 2330 (nowa rama o konstrukcji rurowo-tłoczonej i zawieszenie tylne amortyzowane przez dwa teleskopy sprężynowe)
- model 2338 (sprzęgło odśrodkowe i jednobiegowa skrzynia biegów – silnik S38SH)
- model 2350 (brak pedałów, hamulec uruchamiany dźwignią nożną, obudowa lampy przedniej plastikowa)
- model 2360 (wersja sport – z importowaną włoską kanapą, płaską kierownicą i sportowym bakiem)
- model 2361 (wersja sport – kanapa produkcji polskiej)
- model 2351 (teleskopowy widelec przedni i nowa obudowa lampy przedniej)
- model 2352 (zmiany takie jak w przypadku poprzednich modeli oraz nowy silnik tzw. „kwadraciak” typu 017 różniący się od S38 nowymi karterami i cylindrem), który w rezultacie wszystkich zmian dokonywanych na poprzednich modelach różnił się znacznie od swojego pierwowzoru – modelu 230.
- Model 2137 (wersja bazująca na modelu 2352 lecz z silnikiem 023 z biegami w nodze oraz przodem od motoroweru Żak) narazie wiemy o istnieniu tylko i wyłącznie jednej sztuki
- model 2352 W (wersja eksportowa "W" jak Węgry - zastosowano tylny chlapacz gumowy zamiast plastykowego.)

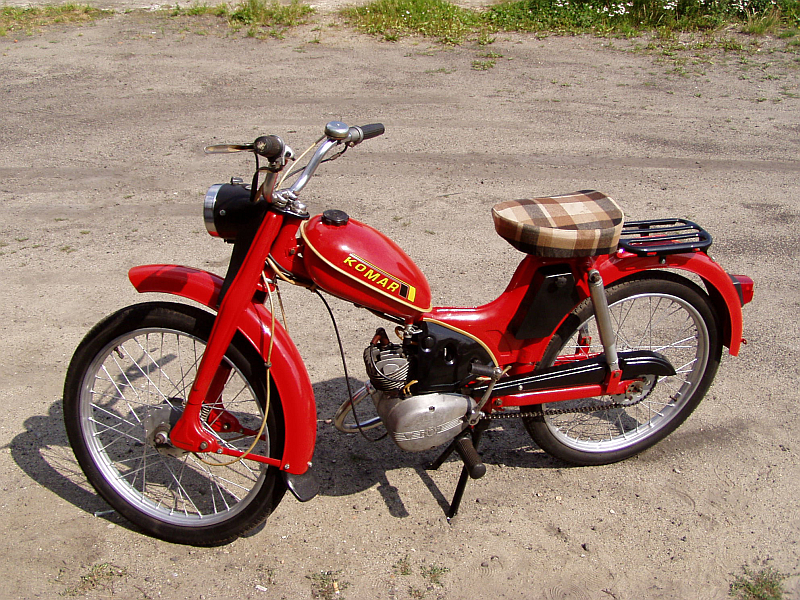
Komar 2350

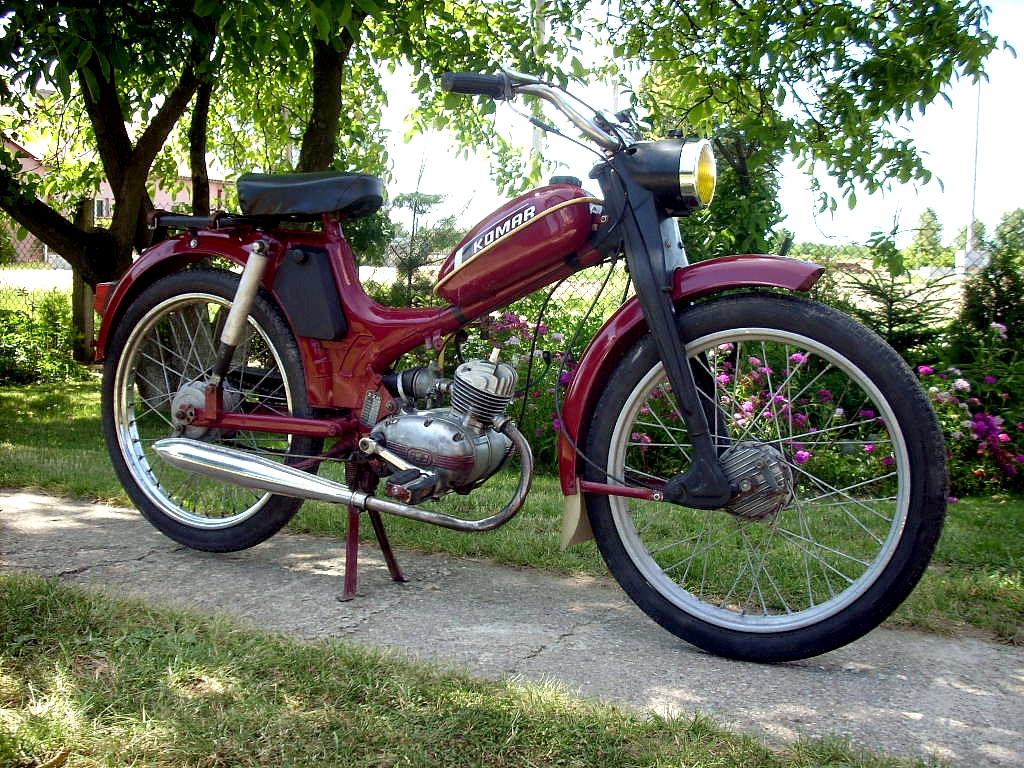
ZZR Komar 2330 z 1970 roku

## Dane techniczne motorowerów z silnikami S38
Uwaga: w nawiasach podano dane techniczne silnika S38SH
- Moc maksymalna: 1,4 KM przy 4000 obr./min (1,7 KM przy 4700 obr./min)
- Moment maksymalny: 2,8 Nm przy 2750 obr./min (2,9 Nm przy 3400 obr./min)
- Liczba przełożeń: 2 (1 – sprzęgło odśrodkowe)
- Instalacja elektryczna: 6V 20W
- Masa motoroweru: 45 kg do 50 kg (w zależności od modelu)
- Spalanie: 1,8 do 2,0 l/100 km
- Prędkość maksymalna: 60 km/h według danych producenta

## Szczegóły konstrukcyjne
- Silnik o zapłonie iskrowym o cyklu pracy dwusuwowym z przepłukiwaniem zwrotnym, chłodzony powietrzem
- Liczba cylindrów: 1
- Średnica cylindra: 38 mm
- Skok tłoka: 44 mm
- Pojemność skokowa: 49,8 cm³
- Stopień sprężania: 6,5
- Sprzęgło: dwutarczowe mokre
- Liczba biegów: 2
- Gaźniki: serii GM-12 (średnica gardzieli 12 mm)
- Przełożenia w skrzyni: I-3,08, II-1,68 (model MR-230), I-1,68, II-1,00 (model MR-231), I-1,92, II-1,00 (model MR-2320), I-1,92, II-1,00 (pozostałe modele)
- Świeca zapłonowa: F80
- Stosunek mieszanki olej-benzyna (według instrukcji obsługi): 1:25 (w czasie docierania 1:20)